# 艾爾河 (阿爾沃河支流)

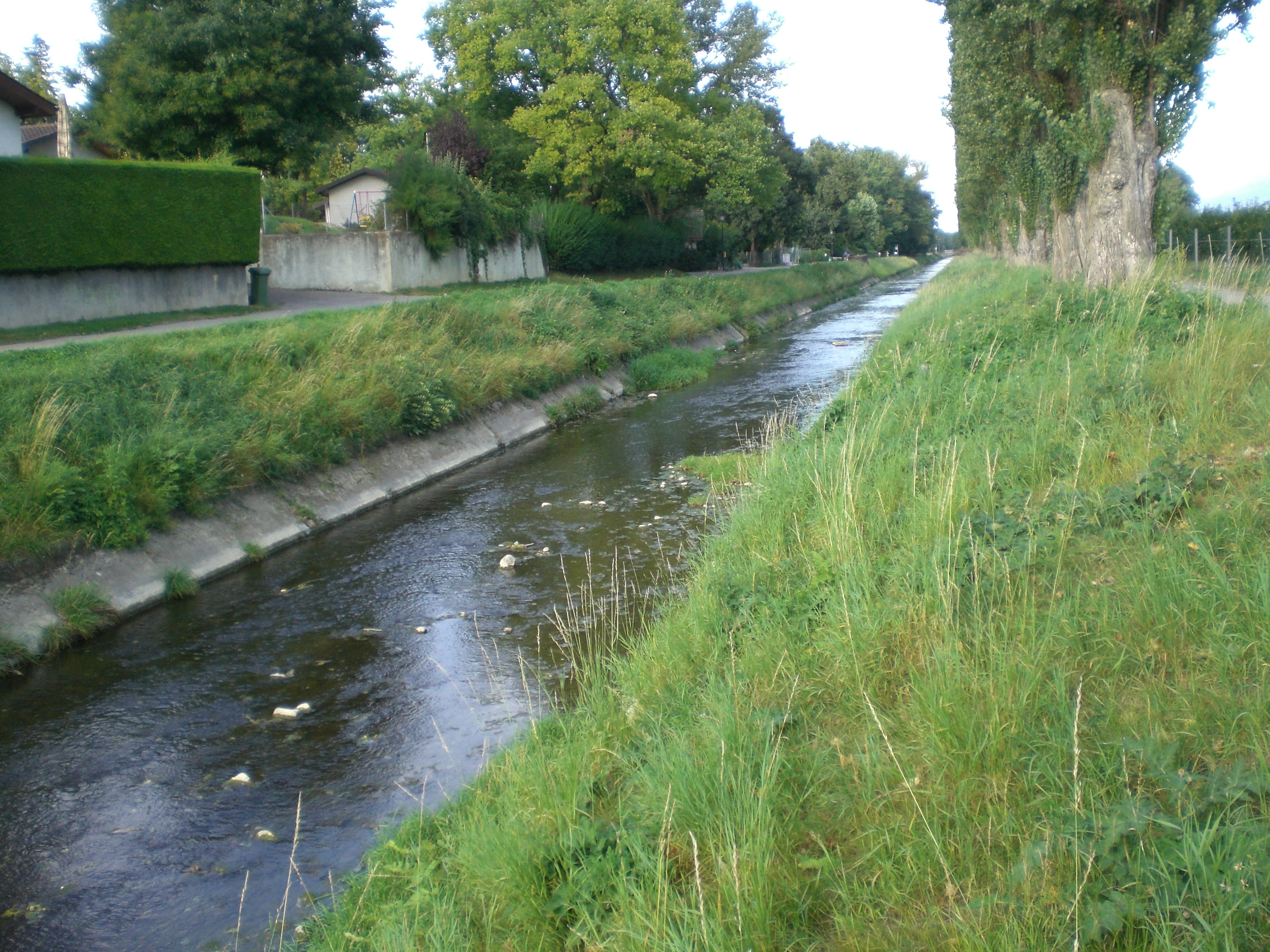

46°11′57″N 6°7′43″E / 46.19917°N 6.12861°E
艾爾河（法語：Aire，發音：[ɛʁ] ⓘ）是西歐的河流，流經法國和瑞士，屬於阿爾沃河的左支流，河道全長18公里，流域面積148平方公里，發源自昂迪伊，河畔城鎮有聖于連昂熱訥瓦。